# Liste der antiken Holz- und Beinarbeiter
Die Liste der antiken Holz- und Beinarbeiter versammelt soweit möglich alle namentlich beziehungsweise durch einen Notnamen als Individuum gekennzeichneten Künstler, Kunsthandwerker und Handwerker, die als Bearbeiter der Werkstoffe Holz und Bein (insbesondere Elfenbein) im Altertum, insbesondere, aber nicht nur dem antiken Griechenland und dem Römischen Reich gewirkt haben. Die Namen können entweder durch Signaturen auf überlieferten Artefakten, Inschriften auf anderen Schriftträgern oder in literarischer Form überliefert worden sein.
Bei Personen mit unklaren oder mehreren Zuordnungen werden diese in allen möglichen Listen aufgeführt.

## Namentlich bekannte Künstler
- Name: gibt die gängigste Namensform als Link und eventuell alternative Lesungen. Weitere Anmerkungen zum Namen finden sich unter Umständen in der Rubrik Anmerkungen
- Region: genauer oder ungefährer Wirkort des Holz- oder Beinarbeiters, Fragezeichen zeigen vermutete Wirkungsorte an
- Zeit: zumeist geschätzte Wirkungszeit des Holz- oder Beinarbeiters; 1/2 bedeutet erste Hälfte, 1/3 erstes Drittel und so weiter
- Überlieferung: Form der Überlieferung des Holz- oder Beinarbeiters:
  - B: durch bildliche Darstellung bekannt
  - E: durch epigraphische Quellen bekannt
  - L: durch literarische Quellen bekannt; diese Personen sind im Allgemeinen nur in dieser schriftlichen Form erhalten, erhaltene Werke sind heute nicht mehr zuordenbar.
  - Zahlen: Anzahl der bekannten (= signierten oder zugewiesenen) überlieferten Werke
- Anmerkungen: Anmerkungen zu Identifikation, Schreibung oder Tätigkeit

| Name                       | Region       | Datierung                         | Überlieferung | Profession                          | Anmerkungen | Beispiel |
| -------------------------- | ------------ | --------------------------------- | ------------- | ----------------------------------- | --- | -------- |
| Marcus Aelius Apollonius   | Rom          | Kaiserzeit                        | E             | Elfenbeinschnitzer                  | |          |
| Angelion                   | Griechenland | Mitte 6. Jh. v. Chr.              | L             | Bildschnitzer/Goldelfenbeinarbeiter | |          |
| Ankan                      | Thugga       | 2. Jh. v. Chr.                    | 1             | Zimmermann                          | Pfeilergrabmal in Thugga |          |
| Antikos                    | Delos        | 1/2 3. Jh. v. Chr.                | E             | Bildschnitzer                       | |          |
| Bezalel                    | Israel       | 13. Jh. v. Chr.                   | L             |                                     | mythischer Schöpfer der Bundeslade |          |
| Publius Caesetius Sodalis  | Rom          | 1/3 1. Jh.                        | E             | Elfenbeinschnitzer                  | |          |
| Charon                     | Griechenland | Archaik                           | L             | Zimmermann (?)                      | möglicherweise fiktiv |          |
| Sextus Clodius Amoenus     | Rom          |                                   | E             | Elfenbeinschnitzer                  | |          |
| Publius Clodius Bromius    | Rom          |                                   | E             | Elfenbeinschnitzer                  | |          |
| Decimus Coelius            | Arles        | 2. Jh.                            | E             | Schiffsarchitekt                    | |          |
| Quintus Considius Eumolpos | Rom          |                                   | E             | Elfenbeinschnitzer                  | |          |
| Marcus Consus Dionysius    | Rom          |                                   | E             | Elfenbeinschnitzer                  | |          |
| Titus Cornelius Saturninus | Nordafrika   | Mitte 2. Jh.                      | L/(E ?)       | Bildschnitzer                       | möglicherweise auch Bildhauer |          |
| Daidalos                   | Attika       | Mythisch                          | L             | Diverse                             | verschmolz in der literarischen Überlieferung mit einem wohl realen Künstler des 7. Jh. v. Chr., der verschiedene archaische Kultbilder (Xoanon) geschaffen hatte                                                             |          |
| Dipoinos                   | Sparta       | 1/2 6. Jh. v. Chr. (?)            | L             | Bildschnitzer/Goldelfenbeinarbeiter | auch Bildhauer? |          |
| Dontas                     | Sparta       | 1/2 6. Jh. v. Chr. (?)            | L             | Bildschnitzer/Goldelfenbeinarbeiter | auch Bildhauer; möglicherweise identisch mit Medon |          |
| Dorykleidas                | Sparta       |                                   | L             | Bildschnitzer/Goldelfenbeinarbeiter | |          |
| Endoios                    | Attika       | 2/2 6. Jh. v. Chr.                | 1+ (?)/L/E    | Bildschnitzer                       | auch Bildhauer |          |
| Eškuš                      | Persepolis   | Mitte 5. Jh. v. Chr.              | L             | Holzhandwerker                      | Elamiter |          |
| Gerontis                   | Syrien       | 2/4 5. Jh.                        | L             | Holzschnitzer                       | |          |
| Hagiradaz                  | Seeland      | 4. Jh.                            | 1             | Holzschnitzer                       | wohl Germane; Holzschnitzer oder Besitzer eines Holzkästchens |          |
| Haradduma (Haradkama)      | Persepolis   | frühes 5. Jh. v. Chr.             | L             | Holzhandwerker                      | möglicherweise Ägypter; vielleicht nur Inhaber eines Hofamtes |          |
| Hegylos                    | Sparta       | Mitte 6. Jh. v. Chr.              | L             | Bildschnitzer/Goldelfenbeinarbeiter | |          |
| Ikmalios                   | Ithaka       | mythisch                          | L             | Ebenist                             | |          |
| Jesus von Nazaret          | Nazareth     | 1/3 1. Jh. v. Chr.                | L             | Zimmermann                          | nach landläufiger Interpretation arbeitete Jesus wie sein Vater Josef als Zimmermann |          |
| Josef von Nazaret          | Nazareth     | Ende 1. Jh. v. Chr./frühes 1. Jh. | L             | Zimmermann                          | die Annahme, Josef sei Zimmermann gewesen, dürfte eine falsche Übertragung seiner Berufsbezeichnung sein und eher Bauhandwerker bedeuten, wobei der Umgang mit Holz dennoch ein wichtiger Teil der Arbeit gewesen sein dürfte |          |
| Leodobodus (Leudobod)      | Burgund (?)  | Spätantike                        | 1             | Elfenbeinschnitzer                  | |          |
| Masidil                    | Thugga       | 2. Jh. v. Chr.                    | 1             | Zimmermann                          | Pfeilergrabmal in Thugga |          |
| Medon (Medontas?)          | Sparta       | 1/2 6. Jh. v. Chr. (?)            | L             | Bildschnitzer/Goldelfenbeinarbeiter | auch Bildhauer; möglicherweise identisch mit Dontas |          |
| Nonius Pr(…)               | Centuripe    | 3. Jh.                            | E             | Zimmermann                          | |          |
| Marcus Perpenna Phila      | Rom          |                                   | E             | Elfenbeinschnitzer                  | |          |
| Skyllis                    | Sparta       | 1/2 6. Jh. v. Chr. (?)            | L             | Bildschnitzer/Goldelfenbeinarbeiter | auch Bildhauer? |          |
| Taktaios                   | Griechenland | Mitte 6. Jh. v. Chr.              | L             | Bildschnitzer/Goldelfenbeinarbeiter | |          |
| Theokles                   | Sparta       | Mitte 6. Jh. v. Chr.              | L             | Bildschnitzer                       | |          |